# Theófrastos Sakellarídis
Theófrastos Sakellarídis (en grec moderne : Θεόφραστος Σακελλαρίδης, né le 7 septembre 1883 à Athènes et mort le 2 janvier 1950 dans cette même ville) est un compositeur, chef d'orchestre grec, et un des créateurs de l'opérette grecque.

## Biographie
Theófrastos Sakellarídis est né à Athènes d'une mère native de Hydra et d'un père originaire de Litóchoro. Il prend ses premiers cours de musique avec son père, Ioánnis Sakellarídis, puis étudie à Athènes, en Allemagne et en Italie. En 1903, Theófrastos Sakellarídis donne des concerts avec ses propres compositions à l'Université de Musique et des Arts de Munich, ainsi qu'en Italie et en Égypte. Il compose environ 80 opérettes, dont il écrit pour la plupart lui-même les livrets, cinq opéras, diverses chansons et de la musique pour des revues. 

## Œuvres principales

### Opéras
- Hymenaios (1903)
- Le pirate (1907)
- Perouzé (Περουζέ) (1911)

### Opérettes
- Picnic (Πικ-Νικ) (1915)
- Le somnanbule (Υπνοβάτης) (1917)
- Ο Vaftistikos (Ο Βαφτιστικός, Le filleul ou Le baptême) (1918), l'opérette grecque la plus connue.
- L' Harlequin (Ο Αρλεκίνος) (1919)
- Thelo na do ton papa (Θέλω να ιδώ τον Πάπα) (1920)
- Douce Nana (Γλυκειά Νανά) (1921)
- La fille de la tempête (Η κόρη της καταιγίδος) (1923)
- Rozita (Ροζίτα) (1925)
- Halima  (Χαλιμά) (1926)
- Enas kleftis ston paradeiso (Ένας κλέφτης στον παράδεισο, Un voleur au paradis) (1926)
- Hero et Leandros (Ηρώ και Λέανδρος) (1927)
- Christina (Χριστίνα) (1928)
- Beba (Μπέμπα) (1928)
- Sataneri (Σατανερί) (1930)
- Les filles modernes (Μοντέρνα Κορίτσια) (1935)
- Stachtopouta (Σταχτοπούτα) (1938)
- La dactylo (Η Δακτυλογράφος) (1939)